# زیردریایی یو-۴۱۵
زیردریایی یو-۴۱۵ (به انگلیسی: German submarine U-415) یک زیردریایی بود که طول آن ۶۷٫۱ متر (۲۲۰ فوت ۲ اینچ) بود. این زیردریایی در سال ۱۹۴۲ ساخته شد.